# Wolfgang Perschmann

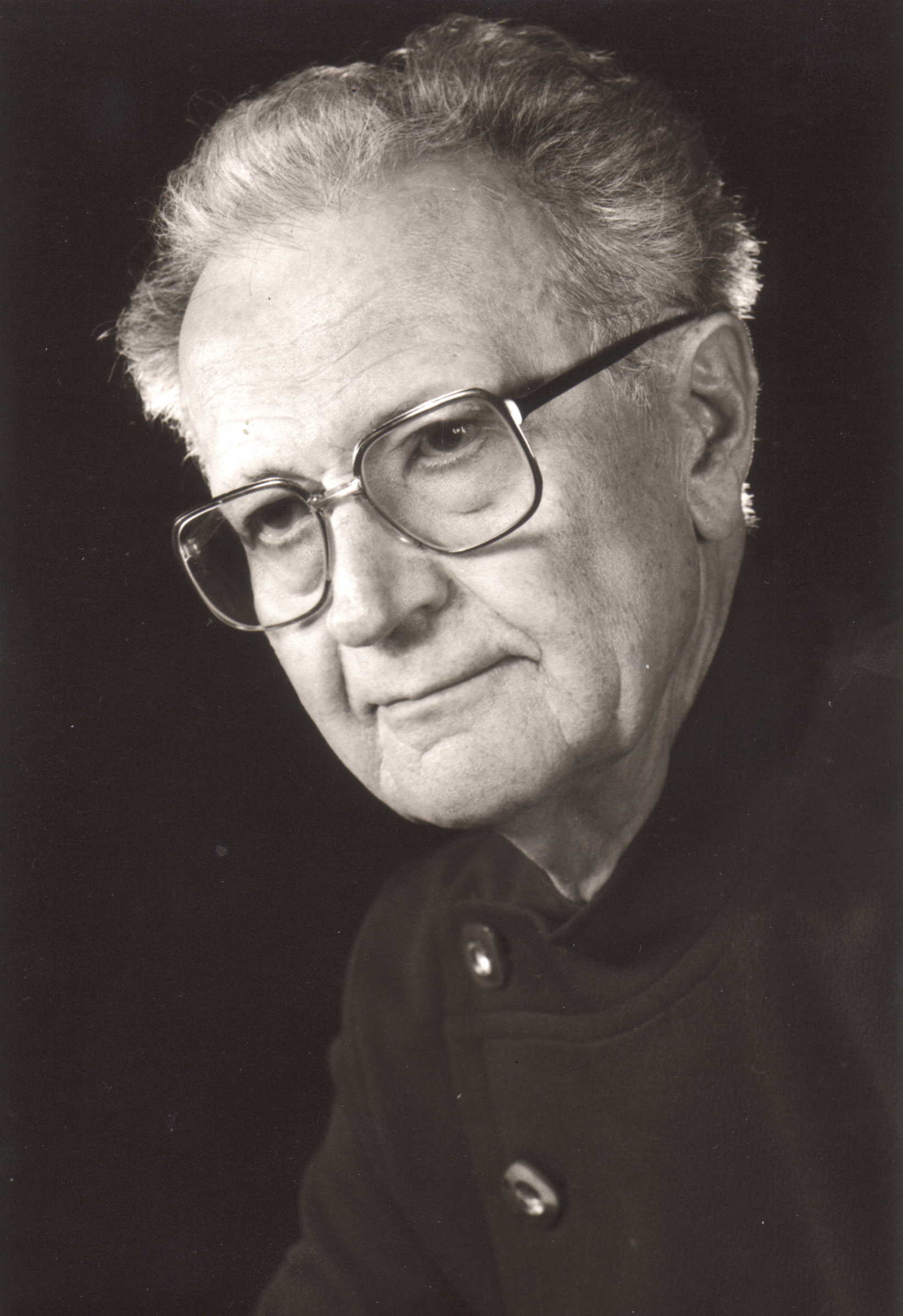
Wolfgang Perschmann

Wolfgang Perschmann (* 22. Januar 1912 in Berlin; † 5. Mai 2001 in Kluse-Steinbild) war ein deutscher Chorleiter, Organist, Dirigent, Autor und Dozent an der Essener Folkwang-Universität der Künste.

## Kindheit und Jugend
Perschmann wuchs in einem musikalischen Elternhaus auf. Seine Mutter war Pianistin und Klavierlehrerin, sein Vater spielte Geige. Als 15-Jähriger besuchte er erstmals die Oper, die Städtische Oper Berlin. Richard Wagners Rheingold prägte entscheidend sein lebenslang anhaltendes Verhältnis zu Wagners Musikdramen. Mit 17 Jahren referierte Perschmann über Wagners Der Ring des Nibelungen und Parsifal im Rahmen der Aktivitäten des Wagner-Jugendbunds in Berlin. 1930 besuchte er die Bayreuther Festspiele und begegnete dort Arturo Toscanini im Festspielhaus. Während seiner Schulzeit nahm er Klavier- und Orgelunterricht und studierte anschließend bei Arthur Egidi Orgelspiel mit Generalbass und Kontrapunkt.

## Weiterer Lebensweg
An der Staatlichen Akademie für Kirchen- und Schulmusik legte er als Externist das Staatsexamen für Organisten und Chordirigenten ab, bei Bruno Kittel am Stern’schen Konservatorium nahm er Dirigierunterricht in der Oberkapellmeisterklasse, des Weiteren wurde er im Klavierauszug- und Partiturspiel unterrichtet. 1937 wurde er am Landestheater Oldenburg engagiert, wo er wenig bekannte Werke Mozarts einstudierte, ein Jahr später wurde er als Dirigent an das neue Saarbrücker Theater berufen.
1942 wurde Perschmann zwangsweise nach Norwegen rekrutiert, wo er sich innerlich stark vom Unrechtssystem des Nationalsozialismus distanzierte und seine ersten schriftstellerischen Arbeiten entstanden. Nach Kriegsende war er kurze Zeit Chordirektor am Landestheater Darmstadt; während dieser Zeit schloss er die Dichtung Der große Dialog ab. Anschließend war Perschmann sechs Jahre lang Mitarbeiter von Walter Felsenstein an der Komischen Oper Berlin, worauf sich 14 Jahre als Hochschuldozent an der Folkwang-Musikhochschule in Essen anschlossen.
Perschmann verfasste analytische Werke zur Musik Richard Wagners und veranstaltete in Bayreuth zur Festspielzeit gut besuchte Vortragsreihen zu diesem Thema.

Er war Ehrenmitglied sowohl der Österreichischen als auch der Deutschen Richard-Wagner-Gesellschaft.

## Schriften
- Zeitlose Aktualität – Bayreuth 1982
- Weltatem der Liebe Tristan und Isolde – Graz 1989, ISBN 3-901149-01-5
- Richard Wagner, Parsifal. Schwanenschuss, Wissenskuss, glühende Befreiung – Graz 1991, ISBN 3-901149-00-7
- Hugo von Hofmannsthal und Richard Strauss, Die Frau ohne Schatten – Graz 1992, ISBN 3-901149-06-6
- Die Meistersinger von Nürnberg – Kunst, Wahn, Liebe – Graz 1996, ISBN 3-901149-08-2
- Der Ring des Nibelungen in einer ganzheitlichen Darstellung – Die optimistische Tragödie – Graz 1986, ISBN 3-901149-02-3
- Von der Gnade des Wissenwollens. Antworten in Wagners Ring und Parsifal – Bedburg/Erft 1997.